# Kvarnbergsgatan
Kvarnbergsgatan är en gata inom stadsdelen Nordstaden i Göteborg. Den är cirka 70 meter lång, och sträcker sig från Torggatan till Övre Spannmålsgatan.
Gatan fick sitt namn 1671, efter de väderkvarnar, som var uppförda på Kvarnberget fram till 1730-talet. Tidigare och parallella namn har varit Väderkvarnsgatan och Kvarnbergsliden. Först år 1742 sprängdes en körbar väg uppför Kvarnberget.